# Szpilman Award
Szpilman Award er en kunstpris, som uddeles en gang om året. Den gives til kunstværker, som kun eksisterer for et øjeblik eller i en kort periode. Prisens formål er at fremme såkaldt efemer kunst. Den blev uddelt for første gang i 2003 og er stadig den eneste kunstpris af sin art. Prisen kan søges af alle.

## Baggrund
Szpilman Award er initieret, finansieret og organiseret af den tyske kunstnergruppe Szpilman. Da prisen blev stiftet i 2003, kunne kun folk fra Tyskland søge, men i 2004 åbnede man for søgning fra hele Europa. På grund af den voksende interesse for prisen, gjorde man det i 2006 muligt for folk fra hele verden at søge Szpilman Award. Vinderen vælges af en jury på op til ti jurymedlemmer inkl. vinderen fra det foregående år. Med prisen følger det såkaldte Jackpot Stipendium (et dynamisk beløb indsamlet af juryen i året op til uddelingen af prisen), en rejse til Cimochowizna i Polen samt en vandrepokal, som gives videre til vinderen det følgende år.
I 2008 lancerede Szpilman Award desuden en blog med fokus på efemer kunst kaldet Potz!Blitz!Szpilman!
Siden 2006 har Szpilman Award kurateret såkaldte Szpilman Award Shows, i gallerier og museer i Østrig, Tyskland, Grønland, Israel, Italien, Schweiz, Nederlandene og Tyrkiet.

## Vindere og shortlistede kunstnere
| År   | Vinder                                                     | Værk                                                                 | Shortlistet                                                                                                   | Noter |
| ---- | ---------------------------------------------------------- | -------------------------------------------------------------------- | --- | ----- |
| 2003 | Julia Weidner (Tyskland)                                   | 'Keep on'                                                            | Shannon Bool David Borchers Karin Felbermayr Stefan Hurtig Alice Musiol Gudrun Schuster                       |       |
| 2004 | Catrin Bolt (Østrig)                                       | 'Ausstellung in der galerie.kärnten'                                 | Shannon Bool David Borchers & Gregor Schubert Matthias Lehmann Alice Musiol Gloria Zein                       |       |
| 2005 | Albert Heta (Kosovo)                                       | 'Embassy of the Republic of Kosova, Prague, Czech Republic'          | Wolfgang Breuer C5 Sarah Ortmeyer Michael Part Simone Slee Adrian Williams                                    |       |
| 2006 | Martin Flemming (Tyskland)                                 | 'Wenn jeder denkt, es ist für alle, dann füttert niemand die Fische' | Oleg Burjan Pol Matthé Stefanie Trojan                                                                        |       |
| 2007 | Doug Fishbone (Storbritannien) Michał Sznajder (Polen)     | 'Untitled (Muslim in Cage in Freud Museum)' 'Here'                   | Evangelia Basdekis Anja Brendle & Sebastian Höhmann MeMe Marc Nothelfer Poison Idea                           |       |
| 2008 | Kamila Szejnoch (Polen)                                    | 'Swing'                                                              | Giorgina Choueiri Julia Dick Sai Hua Kuan Kate Mitchell Chris Richmond                                        |       |
| 2009 | Hank Schmidt in der Beek (Tyskland)                        | 'In den Zillertaler Alpen'                                           | Jennyfer Haddad Gerard Herman Jaroslav Kyša Roy Menahem Markovich Alexander Thieme                            |       |
| 2010 | Sara Nuytemans & Arya Pandjalu (Nederlandene & Indonesien) | 'Treebute from Yogya'                                                | Anna Gohmert Jennyfer Haddad Maria Victoria Muñoz Castillo Berndnaut Smilde Tomas Werner                      |       |
| 2011 | Jaroslav Kyša (Storbritannien)                             | 'The Barrier'                                                        | Jaś Domicz David Horvitz Petr Krátký Jinho Lim Péter Szabó                                                    |       |
| 2012 | Miná Minov (Bulgarien)                                     | 'Bribe a Jury'                                                       | Kush Badhwar Alex Jones Max Schranner Amanda Wachob                                                           |       |
| 2013 | Luuk Schröder (Holland)                                    | 'Untitled'                                                           | Frölich, Mlady, Simanék & Turner Ilisie Remus Marwin Ruffer Robyn Thompson Dominic Watson                     |       |
| 2014 | Paweł Stasiewicz (Polen)                                   | '1,2,3,4'                                                            | Robert Demeter Alexis Dworsky & Joachim Kaiser Dávid Gutema & David Mikulán Lodewijk Heylen Maciej Szcześniak |       |

## Jury
- Bernd Euler (Tyskland)
- Lise Harlev (Danmark)
- Anna Henckel-Donnersmarck (Tyskland)
- Leonard Kahlcke (Storbritannien)
- Patrick Koch (Tyskland)
- Tina Kohlmann (Grønland)
- Claus Richter (Tyskland)
- Tina Schott (Belgien)
- Michał Sznajder (Polen)
- Vinderen fra det foregående år

## Fodnoter og referencer
1. ↑  Nunez-Fernandez, Lupe: "Mahony at Austrian Cultural Forum" Arkiveret 23. november 2007 hos  Wayback Machine Saatchi Online, 9. maj 2007.
2. ↑  Weber, Grit: Szpilman Award, art kaleidoscope, side 23, januar 2009.
3. ↑  "Who participates in the Szpilman Award? " Arkiveret 25. december 2008 hos  Wayback Machine Szpilman Award: Information, set: 12. januar 2009.
4. ↑  Vvoi: "Szpilman Award: carpe diem, one ephemeral step at a time" New Art blog, 16. maj 2007.
5. ↑  "In love with ephemeral" Sleek Magazine No.22, side 94, september 2009.
6. ↑  Paulson, Marc: Apply Now!, Laser Magazin, side 24-28, april 2007.
7. ↑  Bieber, Alain: "Szpilman Award 2007" Arkiveret 20. august 2013 hos  Wayback Machine rebelart.net, 18. marts 2007.
8. ↑  Bosetti, Petra: "Ein Preis für (fast) nichts" Arkiveret 18. juli 2011 hos  Wayback Machine art magazin, 25. november 2008.
9. ↑  "Hank Schmidt in der Beek: In den Zilltertaler Alpen" Arkiveret 21. september 2013 hos  Wayback Machine ArtSchoolVets, 10. maj 2009.
10. ↑  Bianpoen, Carla: "The quest for survival" The Jakarta Post, 7. maj 2013.
11. ↑  HR Stamenov; Petkova, Bora: Practices in Public Environment, 2012, side 92.
12. ↑  Klopp, Tina: "Wie verkauft man eine Performance?" Die Zeit, 7. juli 2013.